# Ethem Erboğa
Mustafa Ethem Erboğa (* 11. Januar 1999 in Orta) ist ein türkischer Fußballspieler.

## Karriere

### Verein
Erboğa spielte erst Vereinsfußball in der Jugendabteilungen von Galatasaray Istanbul, Avcilar Belediye GSK, Beşiktaş Istanbul und gehörte ab 2016 der Nachwuchsabteilung von Kasımpaşa Istanbul an. Hier wurde er im Januar 2018 Profifußballer und wurde für den Rest der Spielzeit 2017/18 an den Viertligisten Kızılcabölükspor und später für die Rückrunde der Saison 2018/19 an Sultanbeyli Belediyespor ausgeliehen. 

### Nationalmannschaft
Erboğa startete seine Länderspielkarriere im Januar 2015 mit einem Einsatz für die Türkische U-16-Nationalmannschaft. Mit ihr nahm er am Ägäis-Pokal teil und wurde Turnierzweiter.

## Erfolge
Mit der türkischen U-16-Nationalmannschaft
- Zweiter im Ägäis-Pokal: 2015